# 貯蔵穴

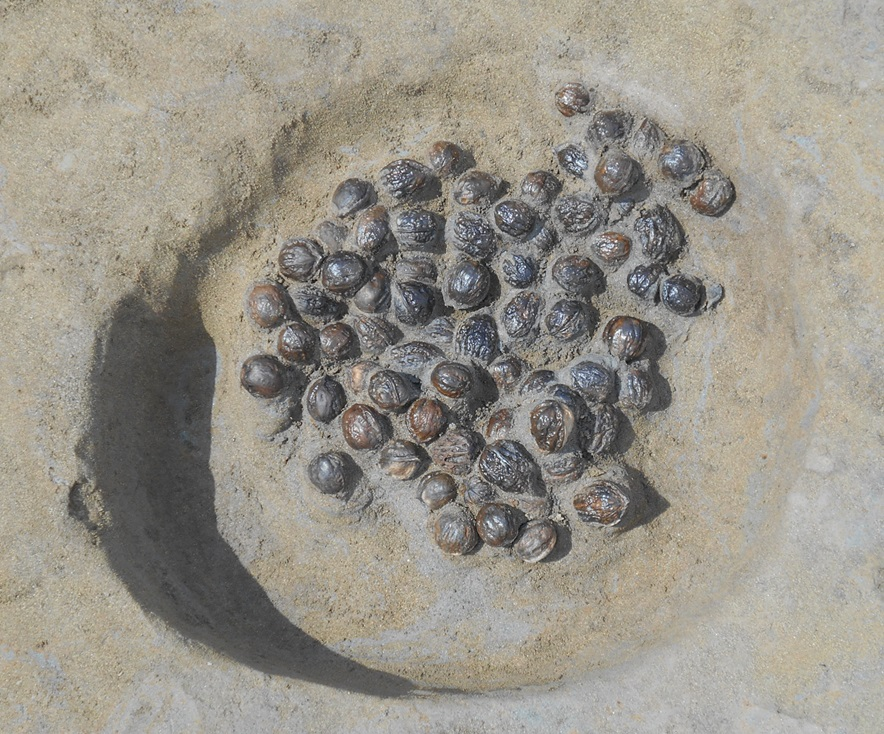
福井県福井市の糞置遺跡における弥生時代のクルミ貯蔵穴の検出状況。

貯蔵穴（ちょぞうけつ、英: storage pit）は、主に食料を地中に貯蔵するために掘削された、容器状の遺構で土坑の一種。日本列島では縄文時代以降に多く見られるが、旧石器時代にも僅かながら類例がある。

## 概要
日本列島における旧石器時代の貯蔵穴の事例は極めて少ないが、新潟県長岡市の荒屋遺跡の事例では、土坑内部から食用と見られるオニグルミやミズキの種子が検出された。また、静岡県磐田市の広野北遺跡からもオニグルミが貯蔵された土坑が検出されている。
縄文時代の貯蔵穴は、主にドングリ等の堅果類を貯蔵する用途に使用された。形態は竪穴状で円形を基本とし、断面は入り口が狭く底部が広いフラスコ状を呈する（フラスコ状土坑）。
大きく、低地の湿地に作られるものと、高地の乾燥地に作られるものとがあり、前者はアクの強い堅果類を水浸しにして保存することでアク抜き効果をねらったもの、また後者はアクの少ない堅果類を保存するためにつくられたものと考えられている。
弥生時代に入ると、水稲耕作の普及により、貯蔵対象が米に変化する。米は穂首刈りされた状態で稲モミとして貯蔵された。形態は縄文時代と同様に竪穴状で平面形態は円形を基本とし、初期には方形・長方形の平面形態を持つものも少量認められる。断面形態もやはり入り口が狭く底部が広いフラスコ状を呈し、しばしば屋根をつけるための柱穴を伴う。
弥生時代の貯蔵穴からはしばしば多量の土器が出土するが、実際に貯蔵に使われた土器がそのまま出土することはまれであり、ほとんどは貯蔵穴としての機能を終えたあとゴミ捨て場として再利用されたために、壊れた土器が多量に出土するという状況を呈する。貯蔵穴の中に植物の葉などを敷き、その上に稲モミを直接置いて貯蔵した事例も見つかっており、必ずしも土器などの容器に入れて貯蔵するわけではない。弥生時代中期中葉以降、稲モミの貯蔵施設は掘立柱建物（高床倉庫）へと移り変わっていき、貯蔵穴は弥生時代後期以降には西日本ではほとんど利用されなくなる。